# Era a Claravalls
L'Era a Claravalls és una obra de Tàrrega (Urgell) protegida com a Bé Cultural d'Interès Local.

## Descripció
Complex agrícola en estat ruïnós situat a Claravalls, a la partida de les Eres. Està format per una cabana i una pleta ramadera dintre del mateix espai perimetral.
La cabana, orientada a l'est, encara conserva els seus murs, amb una finestra rectangular en la paret posterior. Té una coberta de teula a un sol aiguavés parcialment enrunada. No sembla que mai hi hagi hagut façana de tancament que la separés de la pleta; probablement es comunicava directament amb el pati a través de l'espai que hi ha entre els dos murs laterals. El seu parament és fet amb blocs de pedra irregulars i de diferent tipologia (sorrenca i calcària), ben falcats amb carreus més petits.
La pleta, orientada al sud, manté tots els seus murs drets, tot i que el seu interior està molt deteriorat, amb presència de vegetació i restes d'ensorraments del sostre i de les parts altes dels murs. Si bé no s'han conservat divisions a l'interior de la construcció, és probable que una zona estigués coberta i l'altra no. La teulada, que era de teula àrab i d'un sol aiguavés, està enrunada. Pel que fa al portal, aquest és d'arc a nivell, amb brancals formats per grans blocs de pedra sorrenca molt treballada i una llinda, també de pedra. El parament de la construcció és fet amb blocs de pedra irregulars i de diferent tipologia (sorrenca i calcària), ben falcats amb carreus més petits. La pedra, excepte a la porta i a les cantonades, ha estat poc treballada.